# 鵜殿站
鵜殿站（日语：／ Udono eki */?）是位於三重縣南牟婁郡御濱町鵜殿，東海旅客鐵道（JR東海）的紀勢本線車站。
新宮方向的路軌會前往和歌山縣。此站為三重縣最南和最西的車站。為JR東海管理的車站，在其最南和最西的在來線車站。

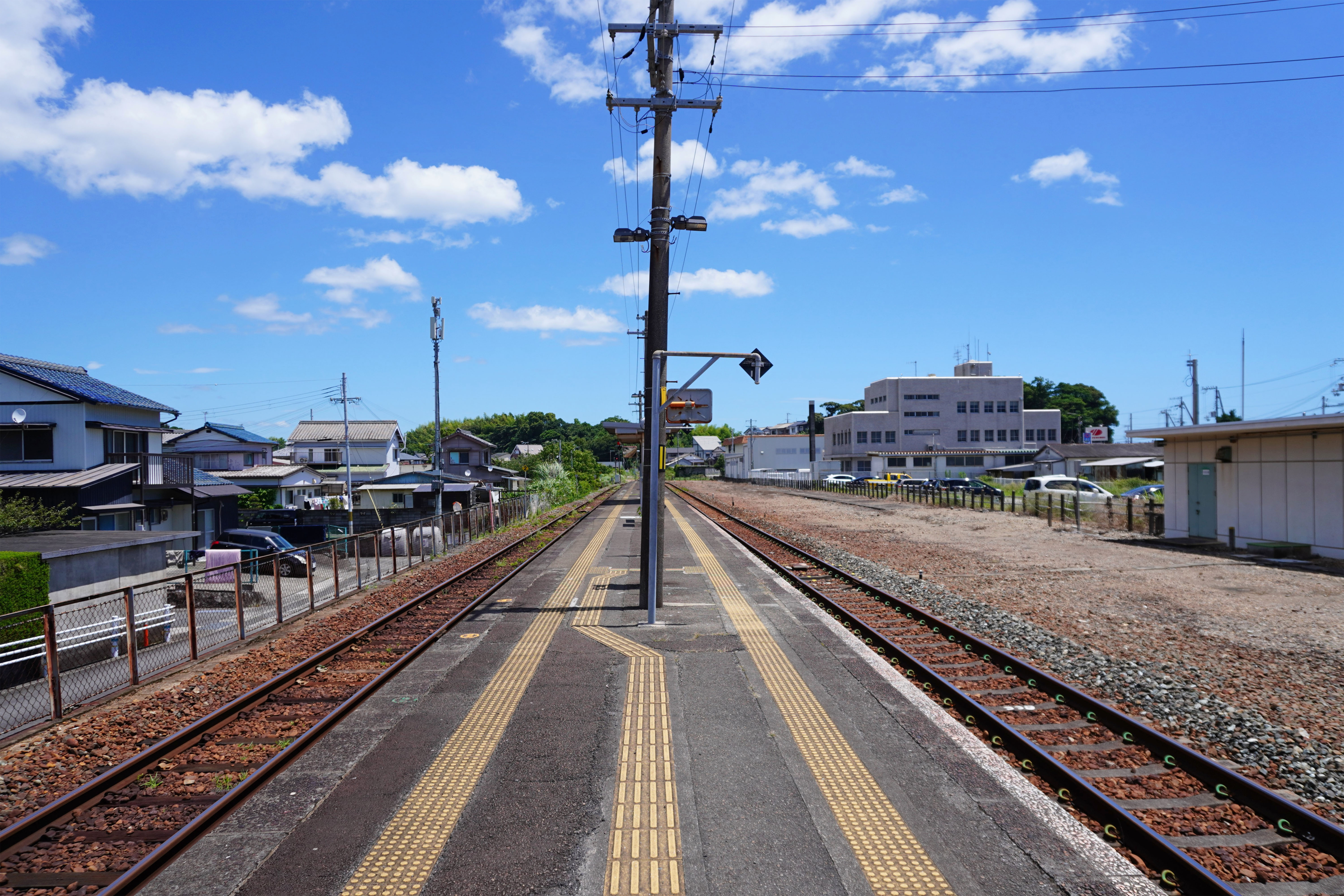
月台（2023年7月）

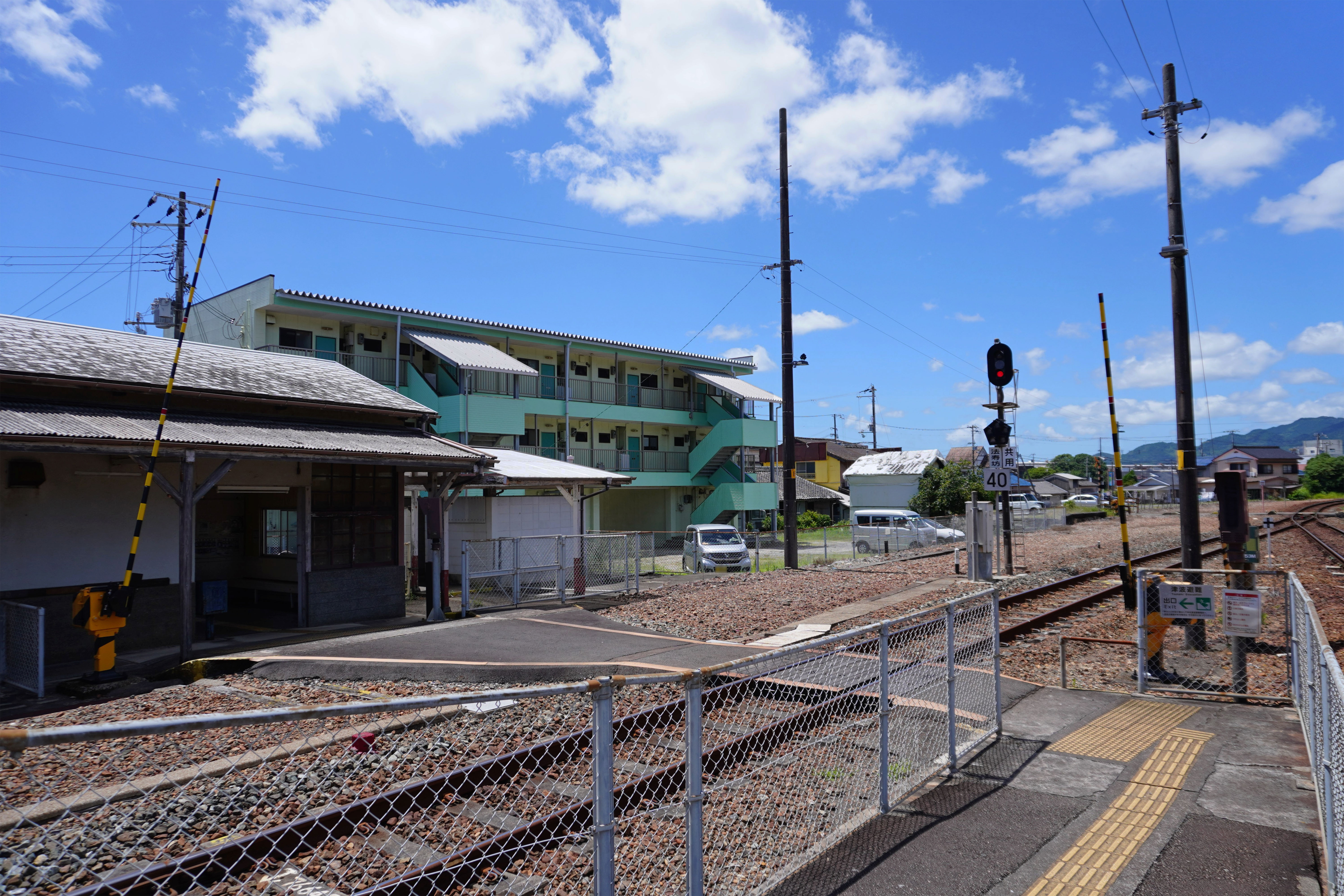
平交道（2023年7月）

## 歷史
- 1940年（昭和15年）8月8日：國鐵紀勢西線新宮站至熊野市站之間開通，此站啟用[1]。
- 1959年（昭和34年）7月15日：三木里站至新鹿站之間開通，同時路線改名為紀勢本線[1]。
- 1980年（昭和55年）10月1日：貨物專用線除外，貨物起卸服務廢止。
- 1985年（昭和60年）3月14日：行李起卸服務廢止。
- 1986年（昭和61年）11月1日：成為無人車站。[2]
- 1987年（昭和62年）4月1日：伴隨國鐵分割民營化，車站由東海旅客鐵道（JR東海）和日本貨物鐵道（JR貨物）營運[1]。
- 1994年（平成6年）10月1日：開始貨櫃起卸服務。
- 2013年（平成25年）3月16日：終束貨櫃起卸服務，此站再沒有定期貨物列車停靠[3]。
- 2016年（平成28年）4月1日：隨著龜山站至鵜殿站之間貨物服務廢止，日本貨物鐵道的車站也廢止[4]。

## 車站構造
車站設有1面2線的島式月台，為地面車站。除了設有供上下行列車的月台外，也設有供鐵路貨車、鐵路機車停放的側線。車站大樓與月台設有平交道連接。JR東海管理本線，JR貨物管理側線。
在車站南邊，設有開業時已經存在的木造車站大樓。在大樓內設有已關閉的售票櫃臺和行李服務櫃臺。為熊野市站管理的無人車站，但是設有車站事務室，讓進行鐵路貨車更換作業的職員，以為休息室的用途使用。車站沒有設置自動售票機。

### 月台
| 月台 | 路線      | 上下行 | 方向             |
| ---- | --------- | ------ | ---------------- |
| 1    | ■紀勢本線 | 下行   | 新宮方向         |
| 2    | ■紀勢本線 | 上行   | 尾鷲、名古屋方向 |

### 貨物起卸、專用線
在JR貨物的車站中，設有從専用線運輸貨櫃貨物的起卸車站。在2013年3月16日時間表修正後，成為臨時車載貨物的起卸車站。在2016年4月1日，隨著龜山站至鵜殿站之間的貨物運輸服務廢止，此貨物站也正式廢止。
在車站內，設有專用線的分支點。那專用線前往南方的北越紀州製紙紀州工廠。專用線總長約3公里，全線非電氣化。路線內的更換作業由日本通運的小型柴油機車負責。
此路線主要運送紙製品。在工廠內設有貨物月台，並使用貨櫃平車，進行起載裝有紙製品的貨櫃之作業。隨後便前往東京貨物總站。
在未使用貨櫃前，使用使棚車運送製品，在1994年（平成6年）10月起改用貨櫃。當時會把製品運送至品川站。此外，工廠使用的液氯化學物品會經鐵路運送至此工廠。
貨物列車設有每日1往返班次，均為高速貨物列車。在此站至稻澤之間行走，在稻澤出發的列車會首先通過此站，應後於新宮站折返至此站。往稻澤的列車也同樣需經過新宮站才返回稻澤。在2008年（平成20年）3月15日的時間表修正起，不需要經過新宮站，直接從此站前往稻澤。在5年後的2013年（平成25年）3月16日時間表修正起，北越紀州製紙使用船舶運送製品，在前一日（即15日）結束鐵路貨運。在末期的出發和到達時間為，於上午9時36分到達，下午3時40分出發。此站至稻澤站之間使用日本國鐵DD51型柴油機車牽引7卡JR貨物Koki 100系貨車，在到達稻澤站後，與DD51分離，再與其他機車結併前往東京貨物總站。由於紀勢本線當中設有急斜的路段，在2008年（平成20年）前曾經使用2卡DD51運行。

## 使用狀況
根據「三重縣統計書」，以下列出近年1日平均乘車人次。
| 年度   | 一日平均 乘車人次 |
| ------ | ----------------- |
| 1998年 | 174               |
| 1999年 | 176               |
| 2000年 | 169               |
| 2001年 | 180               |
| 2002年 | 172               |
| 2003年 | 157               |
| 2004年 | 146               |
| 2005年 | 148               |
| 2006年 | 158               |
| 2007年 | 153               |
| 2008年 | 138               |
| 2009年 | 123               |
| 2010年 | 141               |
| 2011年 | 125               |
| 2012年 | 130               |
| 2013年 | 123               |
| 2014年 | 117               |
| 2015年 | 128               |
| 2016年 | 125               |
| 2017年 | 120               |

## 車站周邊
車站位於紀寶町鵜殿的東北方，在車站前的商店林立。鵜殿は為舊紀州製紙（現時為北越有限公司）的企業城下町。在2006年1月，周邊的村與南牟婁郡鵜殿村合併，在合併前，鵜殿村為全日本最小的村。在站前的國道轉右，便到達北越紀州製紙專用線的分支點與其專用線的平交道，平交道左邊便用北越紀州製紙的工廠和鵜殿港口，繼續前行便到達鵜殿地區的市中心。
専用線的平交道為手動的，在列車通過時，職員會手動控制平交道，把遮斷機關閉。另外，紀勢本線新宮方向的列車在離開車站後一會，便到達三重縣與和歌山縣的邊界，其邊界是位於熊野川中間。通過後便到達和歌山縣新宮市的市區以及到達新宮站。但是在JR東海與JR西日本的邊界不是在河川中間，而是熊野川上的橋與在和歌山縣內的丹鶴隧道之間為兩公司的邊界，使在該處為JR東海唯一在和歌山縣內的區間。
- 紀寶町政廳（前鵜殿村政廳）
- 紀寶警署（日语：紀宝警察署）（前鵜殿警署）
- 紀寶町立鵜殿小學
- 北越有限公司（日语：北越コーポレーション）紀州工廠
- 鵜殿港（日语：鵜殿港）
- 鵜殿郵局
- 紀寶町立鵜殿圖書館（日语：紀宝町立鵜殿図書館）
- 熊野市消防署紀寶鵜殿分署
- 山崎商店鵜殿店（設有便利店、百五銀行和第三銀行櫃員機）

## 巴士路線
三重交通 「鵜殿站前」巴士站
- 新宮站前
- 三交南紀（日语：三重交通南紀営業所）
- 大又大久保
- 新町

## 相鄰車站
東海旅客鐵道（JR東海）
紀勢本線
紀伊井田－鵜殿－新宮

## 注腳